# Ланишће (општина)
Ланишће (итал. Lanischie) је насељено место и општина у Хрватској, у Истарској жупанији.

## Географија
Ланишће се налази у Истри, обухвата подручје планине Ћићарије на северу Истре, северно од пута Лупоглав-Бузет. Општина захвата територију од 144 km².

## Демографија
Према попису из 2001. године општина Ланишће има 398 становника.

### Етничка структура
- Хрвати — 379 (95,23%)
- регионално опредељени — 10 (3,77%)
- неопредељени — 5 (2,51%)
- Словенци — 2 (0,50%)
- Срби — 1 (0,25%)
- остали — 1 (0,25%)